# Бобров Городок
Бобров Городок — деревня в Торжокском районе Тверской области. Входит в состав Яконовского сельского поселения.

## География
Находится в центральной части Тверской области на расстоянии приблизительно 26 км на северо-запад по прямой от районного центра города Торжок на правом берегу реки Поведь.

## История
Деревня была отмечена еще на карте 1825 года. В 1859 году здесь (деревня Городок или Бобров Новоторжского уезда Тверской губернии) было учтено 6 дворов, в 1938 — 9.

## Население
Численность населения: 62 человека (1859 год), 7 (русские 100 %) в 2002 году, 1 в 2010.